# Lyra Valkyria
Aoife Cusack (n. 23 octombrie 1996, Dublin, Irlanda) este o luptătoare profesionistă irlandeză. Este sub contract cu WWE, unde luptă în Raw sub numele de Lyra Valkyria. Valkyria este prima campioană intercontinentală a WWE feminin, aflată la primul titlu. A câștigat o dată titlul de campioană NXT și o dată campioană pe echipe la WWE Women’s Tag.